# Вибриссы

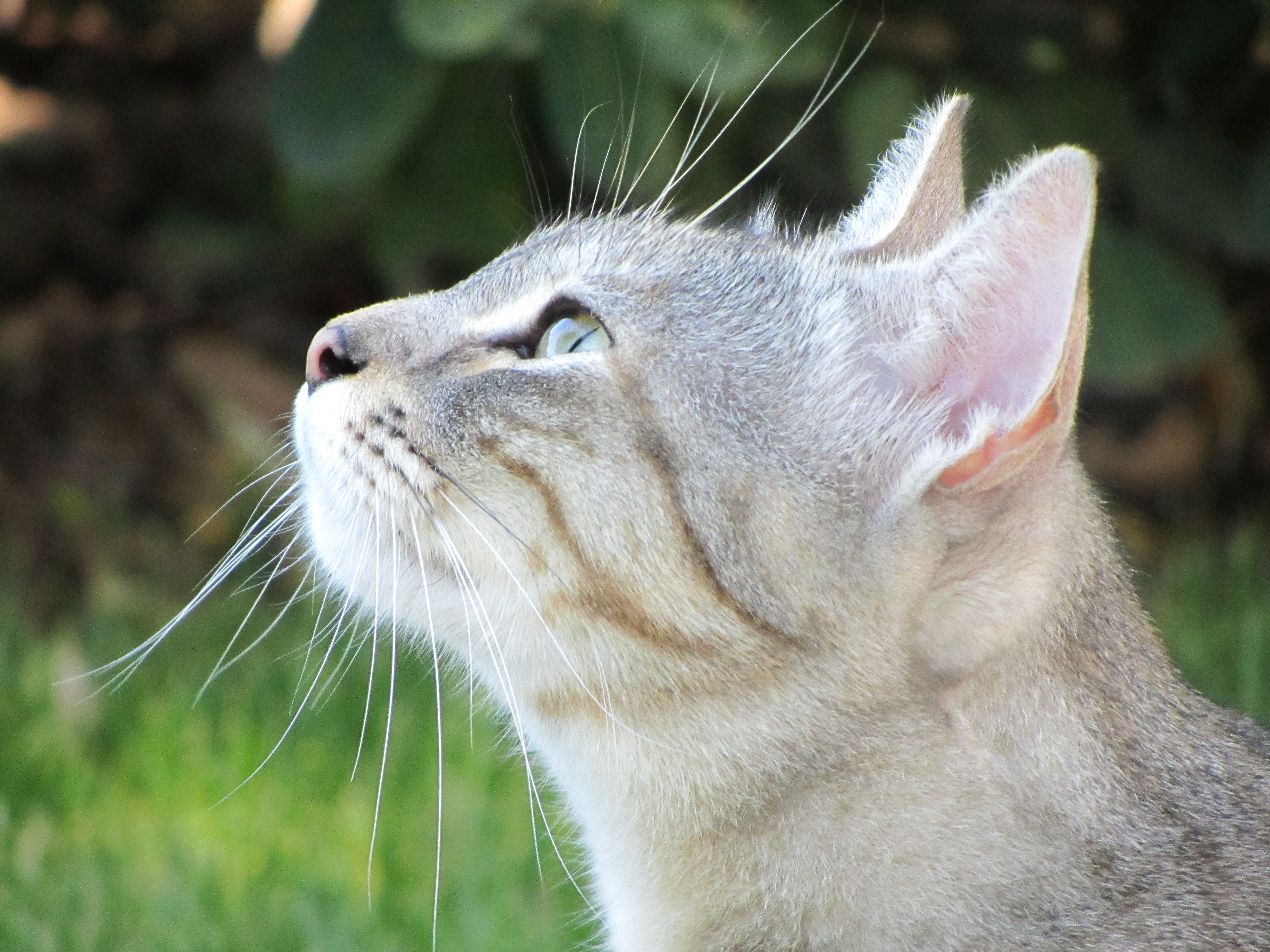
Губные («усы») и надбровные вибриссы домашней кошки

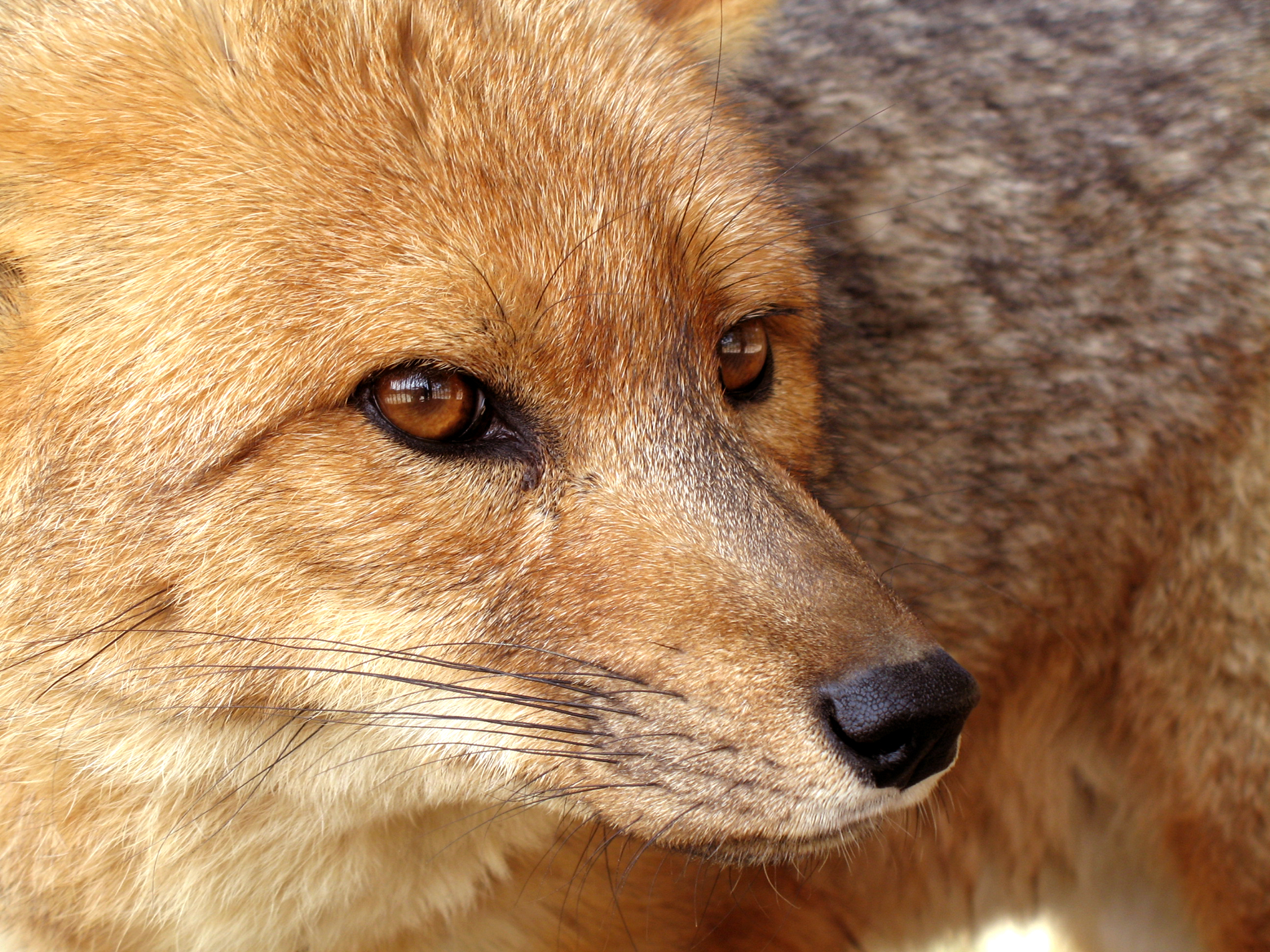
Вибриссы андской лисы

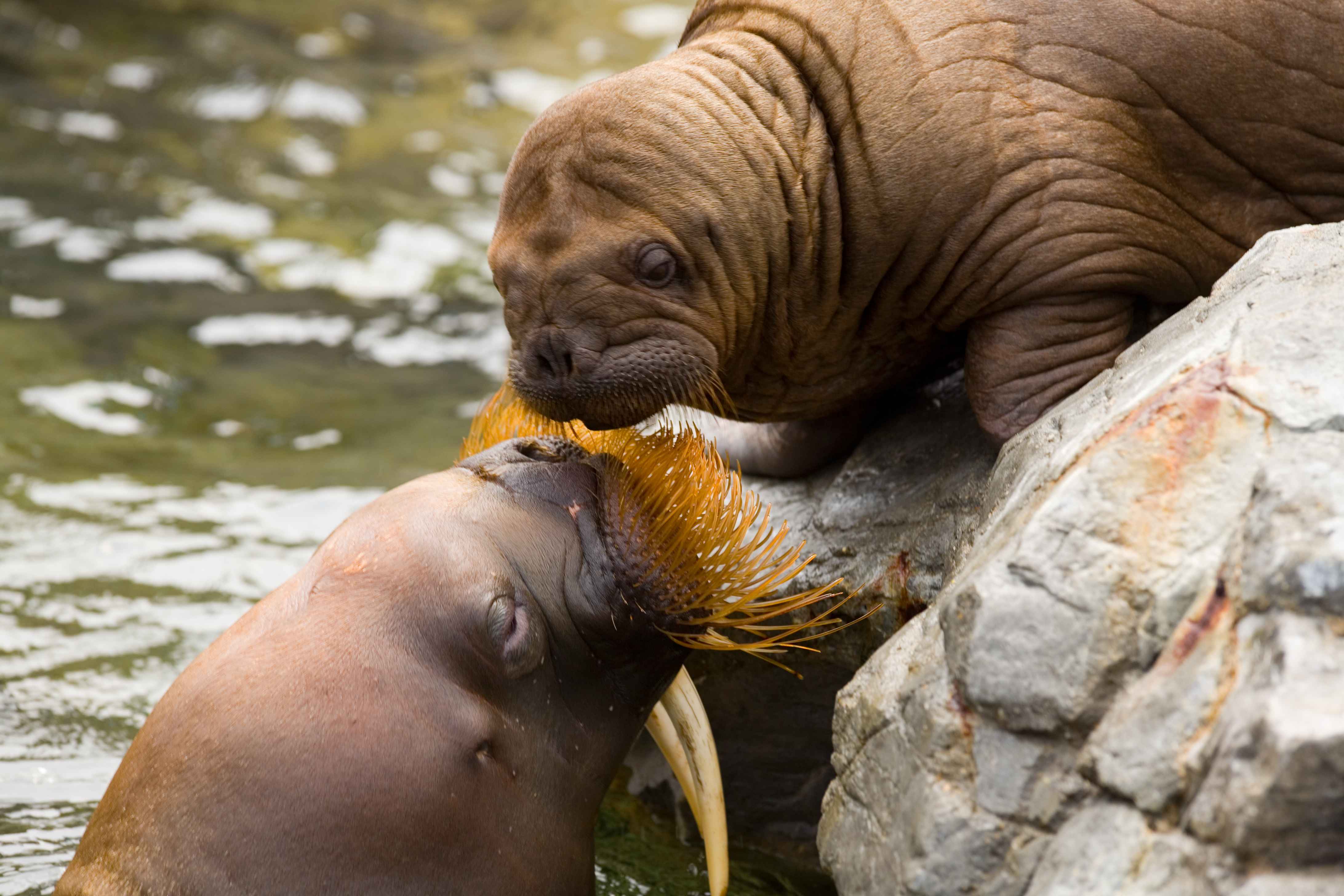
Вибриссы моржей (взрослая и молодая особи)

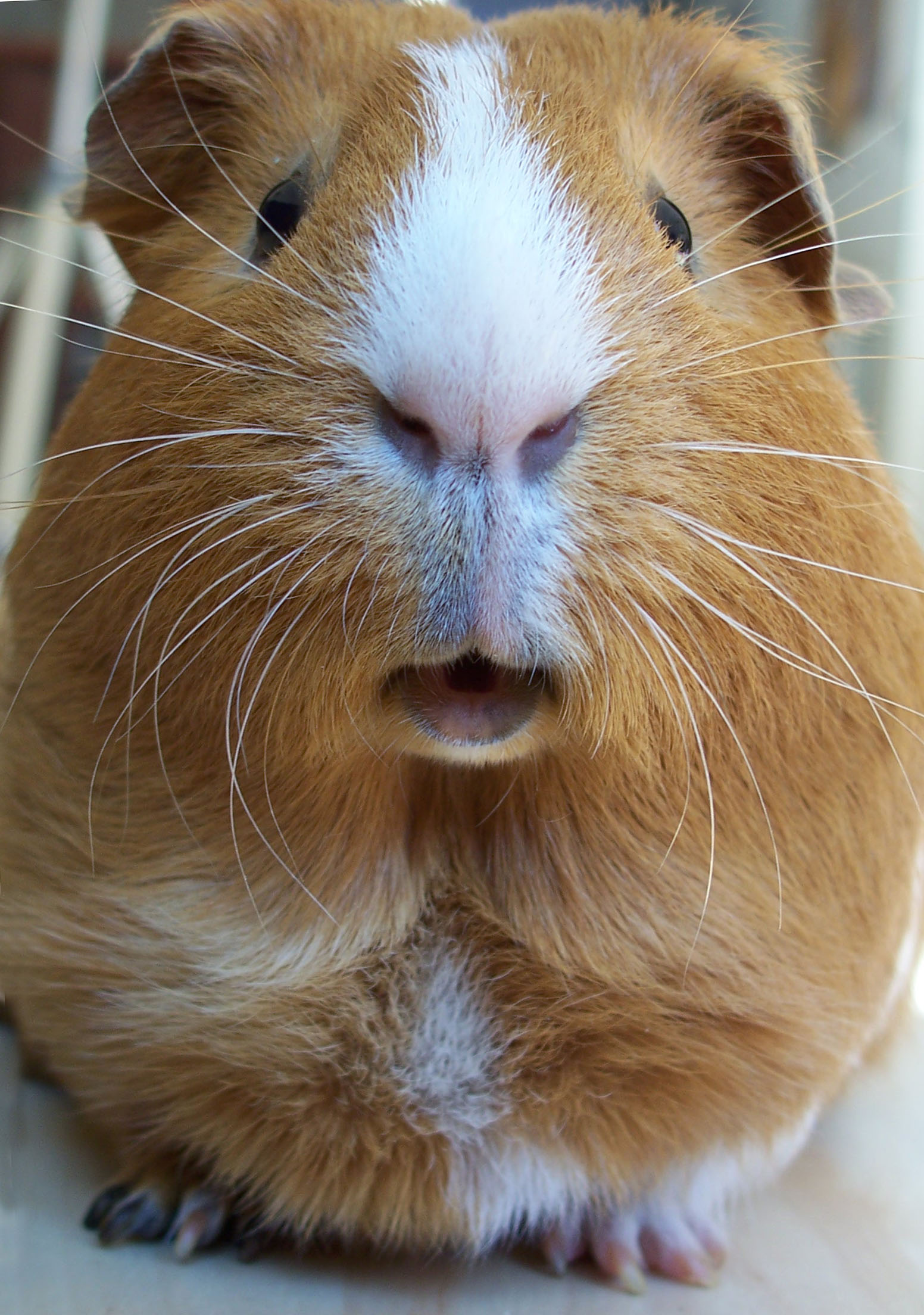
Вибриссы морской свинки

Вибри́ссы (ед. ч.: вибри́сса; лат. vibrissae, от vibro — колеблюсь, извиваюсь; в обиходе — «усы») — осязательные механочувствительные длинные жёсткие волосы многих млекопитающих, выступающие над поверхностью шёрстного покрова.

## Строение и функции
Обычно вибриссы расположены группами на голове (около носа, около глаз, на верхних и нижних челюстях и т. д.), иногда и на других частях тела (у многих сумчатых, например, на лапах). Вибриссы у кошачьих расположены пучками около глаз. Длинные кошачьи усы у породы котов мейн-кун очень похожи на типичные волосы, но толще и длиннее их в несколько раз.
Вибриссы — специализированные органы чувств. Основание каждой вибриссы погружено в волосяную сумку и окружено венозными полостями. К волосяной сумке вибриссы подходят сотни нервных окончаний. На голове вибриссы иннервируются тройничным нервом. Каждой вибриссе отведён свой участок в мозге.
Вибриссы хорошо развиты у животных с ночным образом жизни, у водных млекопитающих позволяют определять зоны турбулентности воды.
Строение костей черепа древних зверообразных синапсид свидетельствует о том, что, по-видимому, вибриссы были развиты у предков млекопитающих и могут рассматриваться как более древнее образование, чем волосы. Вероятно, волосяные сумочки вибрисс развились из органов боковой линии рыб и водных амфибий, а сами вибриссы выполняют ту же функцию, но уже в воздушной среде.
В отличие от обычных волосков, которые выполняют теплоизолирующую функцию, вибриссы выполняют функцию тактильную. Воздушные потоки отражаются от стоящих поблизости предметов и улавливаются вибриссами. Это свойство позволяет, например, кошке, независимо от зрения, определять расположение предметов и уклоняться от препятствий, не касаясь их даже в полной темноте. Нервные импульсы от вибрисс по нервам поступают в мозг.
Мозг суммирует сигналы двух систем и на основании этих данных создаёт трёхмерную картину окружающего мира.

## Конвергентные органы
Конвергентные о́рганы:
- У некоторых птиц есть жёсткие перья без опушения, служащие вибриссами.
- Усики членистоногих.
- Педипальпы — функциональный аналог у паукообразных.

## Вибриссы у человека

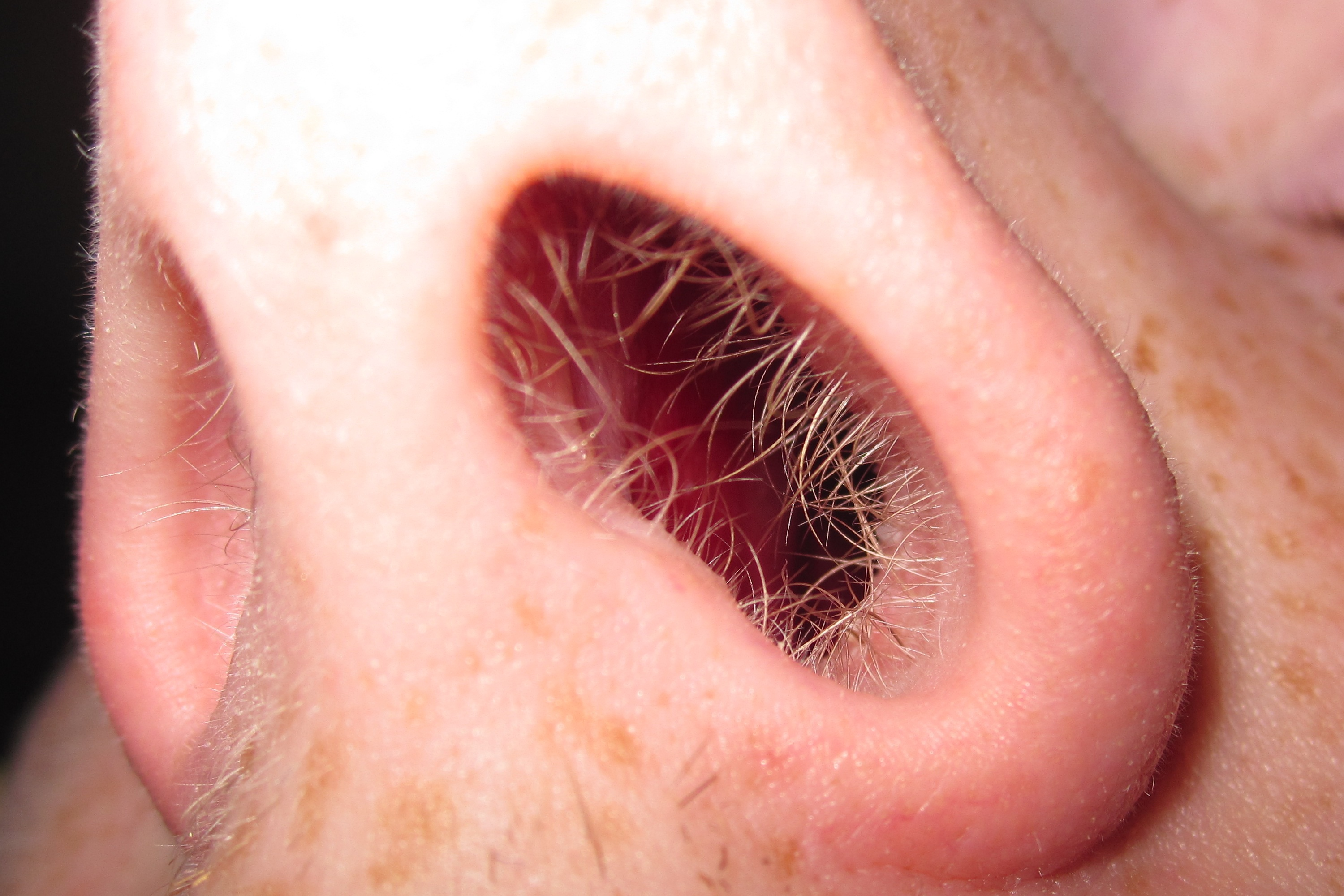
Вибриссы в преддверии полости носа у человека

В отличие от остальных млекопитающих и даже некоторых приматов, у человека нет вибрисс тактильной чувствительности.
У людей вибриссами (лат. vibrissae) называются щетиноподобные волосы в преддверии носа у входа в полость носа (в ноздрях), которые, образуя своеобразную волосяную сетку, защищают, вместе со слизью и мерцательным эпителием, полость носа от попадания крупных предметов (к примеру, летающих насекомых) и крупнодисперсной (от 30 мкм и более) пыли во вдыхаемом воздухе. Они растут перпендикулярно к поверхности кожи и не имеют мышечных волокон у основания, их рост начинается c пубертатного периода.